# نمطية
في علم الطب وعلم النفس السريري النمطية هي حالة يقوم بها المرء بالتفوه أو التصرف أو التحرك بشكل متكرر وفق تقاليد معينة. تظهر هذه الأعراض النمطية عند المصابين باضطرابات مثل التخلف العقلي أو طيف التوحد أو خلل الحركة المتأخر أو في الأفراد النمطيين عصبياً. كما لوحظت النمطية في بعض أنواع الفصام؛ كما يعد الخرف الجبهي الصدغي أحد الأسباب العصبية الشائعة لظهور سلوكيات نمطية.